# باندا پاراماسیوام
باندا پاراماسیوام (به انگلیسی: Banda Paramasivam) فیلمی هندی محصول سال ۲۰۰۳ و به کارگردانی تی.پی گاجاندران است. در این فیلم بازیگرانی همچون پرابو، کالاباوان مانی، عباس، رمبها، آبهینیاشری و مونیکا ایفای نقش کرده‌اند.